# 共和国市民運動

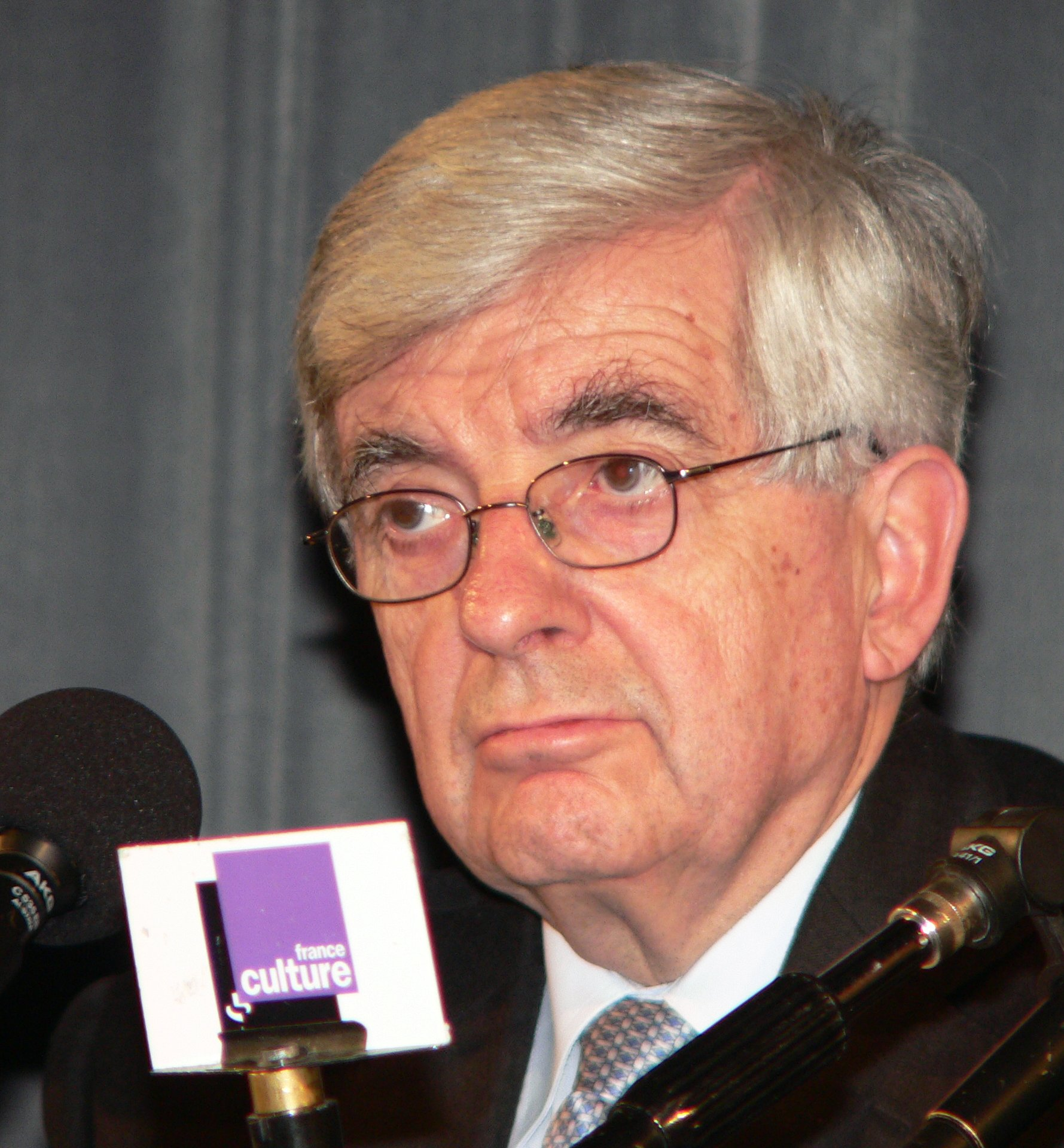
ジャン＝ピエール・シュヴェーヌマン

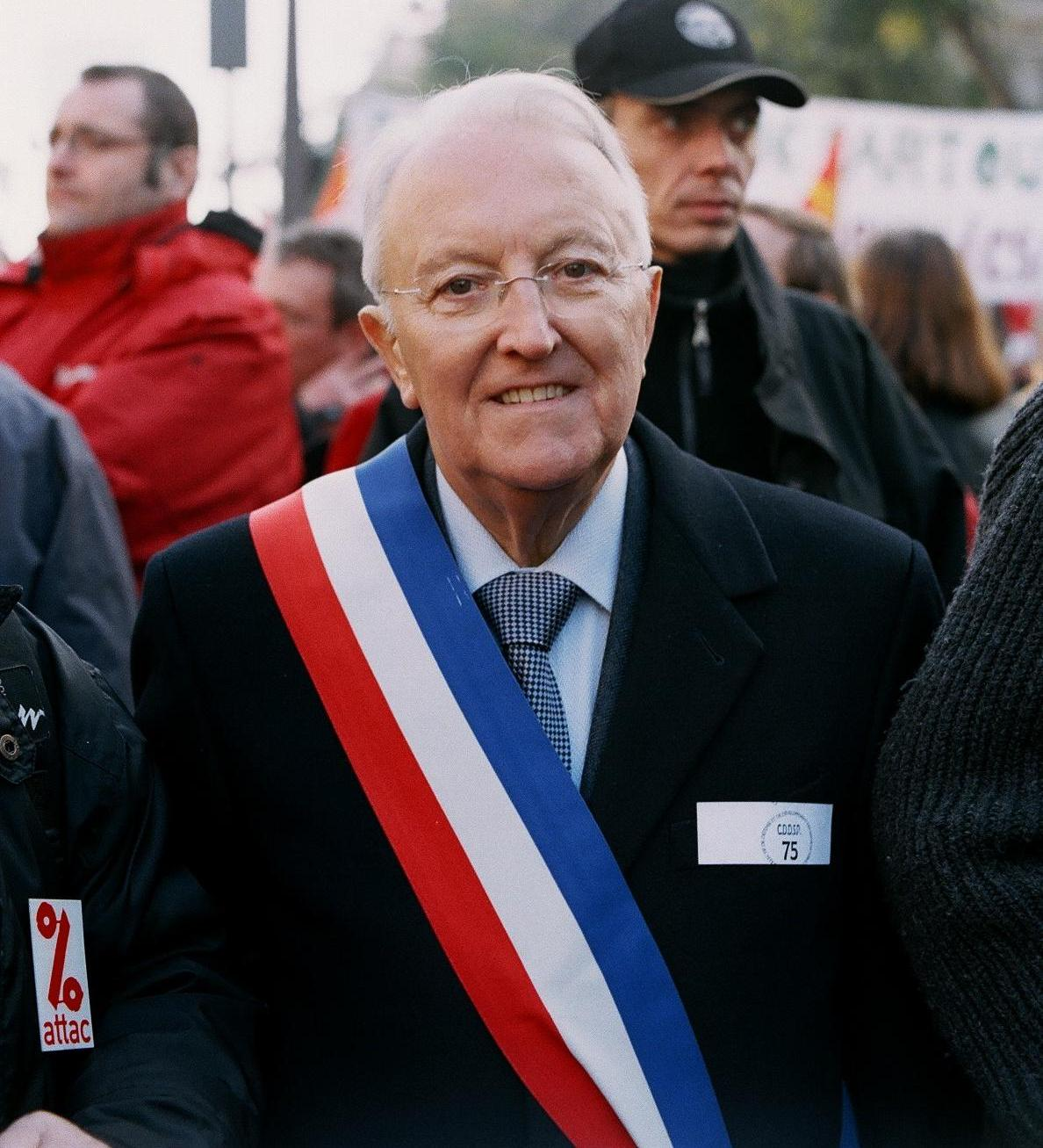
ジョルジュ・サール党首、パリ、2005年11月19日

共和国市民運動（きょうわこくしみんうんどう, Mouvement républicain et citoyen）は国家主権主義（仏：Souverainisme）を掲げるフランスの左派政党である。略称はMRC。

## 沿革
社会党の創立者の1人・ジャン・ピエール・シュヴェーヌマンが社会党を離党して、1993年5月につくった新党「市民運動」（仏：Mouvement des Citoyens）が前身。1993年から2001年までシュヴェーヌマンが党首を務めた。1997年6月の国民議会議員選挙では7議席を獲得し、リオネル・ジョスパン左派連立内閣に参加し、シュヴェーヌマンは1997年6月4日、内務大臣に任命された。しかし、2000年にはコルシカ島のナショナリズムの運動をジョスパン内閣が容認したことに反発して同年8月29日にシュヴェーヌマンは内相を辞職し、連立から離脱した。そして、ジョスパンに対抗する形でシュヴェーヌマンは2002年フランス大統領選挙に出馬した。
共和国市民運動は市民運動が母体となって2003年1月下旬に新たに結成された。左翼（仏：gauche）であると同時に国家主権主義（仏：Souverainisme）、共和主義（仏：républicanisme）を基本理念にしていることから、欧州統合には反対の立場をとり、反米・反グローバリズムを掲げている。原発には賛成の立場で、湾岸戦争、イラク戦争に反対した。
1935年11月26日生まれのジョルジュ・サール（仏：Georges Sarre）が2004年12月から同党第一書記（党首）に就き、シュヴェーヌマンは名誉党首の座にある。サールは1995年3月からパリ第11区区長を務めていて、1981年の総選挙で初当選してから、1986年に一度落選するも、2002年6月の総選挙で落選するまで国民議会議員を務めた。
2007年6月の国民議会議員選挙では577選挙区（定数：1名）のうち約60選挙区に公認候補を立て、そのうち、40候補が社会党の支持をとりつけたが、当選したのはわずかに1名だった。
共和国市民運動には現在、上院議員が1人、下院議員が1人所属する。